# Сафанія – Хурсанія – Беррі
Сафанія – Хурсанія – Беррі – трубопровід, який здійснює транспортування конденсату між рядом переробних заводів на сході Саудівської Аравії.
У 1983 році ввели в дію трубопровід SBCL-1 (Safaniyah Berri Condensate Line-1) довжиною 154 км з діаметром 500 мм. Він був призначений для транспортування «кислого» (із високим вмістом сірководню) конденсату між установкою підготовки супергігантського нафтового родовища Сафанія та газопереробним заводом Беррі.
В 1984-му облаштували перемичку TNBCL-1 (Tanajib Berri Condensate Line-1) довжиною 14 км та діаметром 300 мм, яка подала до головної лінії SBCL -1 конденсат з установки підготовки Танаджиб, що обслуговує  супергігантське нафтове родовище Марджан.
З 2007-го стало можливим передавати частину конденсату на новий газопереробний завод Хурсанія, для чого від головної лінії проклали перемичку SBKCTL -1 довжиною 10 км з діаметром 400 мм.
У середині 2010-х розпочали проект заміни SBCL-1 на нову лінію SBCL-2 довжиною 163 км, яка має два діаметри труб – 450 мм та 500 мм.
В першій половині 2020-х в межах розширення видобутку на супергігантському нафтовому родовищі Зулуф його нова центральна установка підготовки має бути сполученою з 22-м кілометром траси Сафанія – Беррі перемичкою перемичкою ZFBCL-1 (Zuluf Berri Condensate Line-1) діаметром 250 мм. При цьому той же 22-й кілометр SBCL-2 має бути сполученим із новим газопереробним заводом Танаджиб перемичкою SBTNCL- 1 (Safaniyah Berri Tanajib Condensate Line-1) довжиною 15 км з діаметром 300 мм.